# Unione Sportiva Cremonese 1990-1991
Questa pagina raccoglie i dati riguardanti l'Unione Sportiva Cremonese nelle competizioni ufficiali della stagione 1990-1991.

## Stagione
Ancora l'ascensore, questa volta per salire, si ritorna in Serie A, la stagione 1990-91 nel campionato di Serie B, è stata vinta dal Foggia con 51 punti, poi il Verona 45 punti, la Cremonese con 43 punti e l'Ascoli con 42, tutte e quattro promosse. Scendono di categoria la Salernitana, la Reggina, la Triestina ed il Barletta. Malgrado la retrocessione a Cremona Tarcisio Burgnich resta in sella anche nel campionato cadetto, la squadra perde importanti giocatori, quali Pierangelo Avanzi, Filippo Citterio, Ivan Rizzardi, Marco Merlo e Anders Limpar, a sostituirli arrivano il libero Corrado Verdelli dall'Inter, il centrocampista Agostino Iacobelli dall'Udinese, dal Parma arriva l'ala Marco Giandebiaggi. Come suo costume Burgnich vara una squadra imperniata sulla difesa, con 21 reti subite risulta di gran lunga la migliore del campionato. Alla Cremonese rrivano molti (0-0), a fine stagione saranno undici, si vince poco, ci sono molte espulsioni e squalifiche, Luigi Gualco deve saltare otto turni, la società non è contenta, dopo la sconfitta di Foggia (1-0) a metà febbraio Burgnich perde il posto. Viene scelto per sostituirlo un'icona del calcio italiano, da tempo ormai fuori dal giro, Gustavo Giagnoni. La scelta del presidente Luzzara si dimostra azzeccata, la Cremonese cambia marcia, il tecnico sardo residente nella vicina Mantova, porta serenità e saggezza, con lui i grigiorossi non perdono più, in 15 partite arrivano 9 pareggi e sei vittorie, che valgono il ritorno immediato in Serie A.
Miglior marcatore stagionale dei grigiorossi anche per questa stagione è stato l'argentino Gustavo Dezotti con 13 reti, 2 in Coppa Italia e 11 in campionato. Nella Coppa Italia discreto il percorso della Cremonese, che supera nel primo turno il Mantova, nel secondo turno il Cesena, nel terzo turno cede il passo alla Sampdoria, che in questa stagione ottiene il suo primo scudetto tricolore.

## Rosa
| N. |                   | Ruolo | Calciatore            |
| -- | ----------------- | ----- | --------------------- |
|    | Italia (bandiera) | P     | Stefano Razzetti      |
|    | Italia (bandiera) | P     | Michelangelo Rampulla |
|    | Italia (bandiera) | P     | Giacomo Violini       |
|    | Italia (bandiera) | D     | Davide Baronio        |
|    | Italia (bandiera) | D     | Mauro Bonomi          |
|    | Italia (bandiera) | D     | Mario Montorfano      |
|    | Italia (bandiera) | D     | Felice Garzilli       |
|    | Italia (bandiera) | D     | Corrado Verdelli      |
|    | Italia (bandiera) | D     | Giuseppe Favalli      |
|    | Italia (bandiera) | D     | Luigi Gualco          |

| N. |                      | Ruolo | Calciatore         |
| -- | -------------------- | ----- | ------------------ |
|    | Italia (bandiera)    | C     | Agostino Iacobelli |
|    | Italia (bandiera)    | C     | Massimo Lombardini |
|    | Italia (bandiera)    | C     | Ettore Ferraroni   |
|    | Italia (bandiera)    | C     | Riccardo Maspero   |
|    | Italia (bandiera)    | C     | Dario Marcolin     |
|    | Italia (bandiera)    | C     | Marco Giandebiaggi |
|    | Italia (bandiera)    | C     | Enrico Piccioni    |
|    | Argentina (bandiera) | A     | Gustavo Dezotti    |
|    | Italia (bandiera)    | A     | Alviero Chiorri    |
|    | Paraguay (bandiera)  | A     | Gustavo Neffa      |

## Risultati

### Campionato

#### Girone di andata
| Trieste 9 settembre 1990 1ª giornata | Triestina       | 0 – 0 | Cremonese | Stadio Giuseppe Grezar\| Arbitro: \| Boggi (Salerno) \| |
| Arbitro:                             | Boggi (Salerno) |       |           |                                                         |

| Cremona 16 settembre 1990 2ª giornata | Cremonese                     | 0 – 0 | Taranto | Stadio Giovanni Zini\| Arbitro: \| Quartuccio (Torre Annunziata) \| |
| Arbitro:                              | Quartuccio (Torre Annunziata) |       |         |                                                                     |

| Arbitro: | Bruni (Arezzo) |

|             |           |            |
| Attrice 55’ | Marcatori | 59’ Gualco |

| Arbitro: | Ceccarini (Livorno) |

|                       |           |  |
| Neffa 56’ Dezotti 78’ | Marcatori |  |

| Arbitro: | Merlino (Torre del Greco) |

|  |           |               |
|  | Marcatori | 58’ Dell'Anno |

| Salerno 14 ottobre 1990 6ª giornata | Salernitana                   | 0 – 0 | Cremonese | Stadio Arechi\| Arbitro: \| Boemo (Cervignano del Friuli) \| |
| Arbitro:                            | Boemo (Cervignano del Friuli) |       |           |                                                              |

| Cremona 21 ottobre 1990 7ª giornata | Cremonese         | 0 – 0 | Messina | Stadio Giovanni Zini\| Arbitro: \| Dal Forno (Ivrea) \| |
| Arbitro:                            | Dal Forno (Ivrea) |       |         |                                                         |

| Arbitro: | Stafoggia (Pesaro) |

|              |           |  |
| Prytz 3’ 35’ | Marcatori |  |

| Arbitro: | Guidi (Bologna) |

|             |           |  |
| Dezotti 55’ | Marcatori |  |

| Arbitro: | De Angelis (Civitavecchia) |

|                    |           |  |
| Monelli 27’ (rig.) | Marcatori |  |

| Arbitro: | Iori (Parma) |

|               |           |             |
| Simonetta 36’ | Marcatori | 10’ Dezotti |

| Arbitro: | Rosica (Roma) |

|                     |           |                                |
| Neffa 5’ Gualco 34’ | Marcatori | 27’ (rig.) Pistella 32’ Ceredi |

| Arbitro: | Sguizzato (Verona) |

|  |           |                         |
|  | Marcatori | 78’ Gualco 89’ Marcolin |

| Arbitro: | Cesari (Genova) |

|                           |           |                |
| S. De Agostini 27’ (aut.) | Marcatori | 31’ D. Morello |

| Arbitro: | Beschin (Legnago) |

|                    |           |  |
| Marulla 50’ (rig.) | Marcatori |  |

| Arbitro: | Boggi (Salerno) |

|            |           |  |
| Gualco 73’ | Marcatori |  |

| Arbitro: | Quartuccio (Torre Annunziata) |

|  |           |                   |
|  | Marcatori | 79’ (aut.) Ottoni |

| Arbitro: | Scaramuzza (Mestre) |

|                         |           |  |
| Favalli 59’ Dezotti 77’ | Marcatori |  |

| Arbitro: | Coppetelli (Tivoli) |

|               |           |  |
| Parpiglia 69’ | Marcatori |  |

#### Girone di ritorno
| Cremona 27 gennaio 1991 20ª giornata | Cremonese       | 0 – 0 | Triestina | Stadio Giovanni Zini\| Arbitro: \| Bettin (Padova) \| |
| Arbitro:                             | Bettin (Padova) |       |           |                                                       |

| Arbitro: | Fucci (Salerno) |

|              |           |  |
| Clementi 10’ | Marcatori |  |

| Arbitro: | Mughetti (Cesena) |

|                                       |           |                         |
| Iacobelli 50’ Dezotti 61’, 87’ (rig.) | Marcatori | 21’ Simonini 38’ Soncin |

| Arbitro: | Guidi (Bologna) |

|            |           |  |
| Bucaro 36’ | Marcatori |  |

| Arbitro: | Rosica (Roma) |

|           |           |             |
| Balbo 10’ | Marcatori | 22’ Maspero |

| Arbitro: | Chiesa (Livorno) |

|                                  |           |                |
| Dezotti 32’ Cermicola 58’ (aut.) | Marcatori | 73’ Ceramicola |

| Messina 17 marzo 1991 26ª giornata | Messina                       | 0 – 0 | Cremonese | Stadio Giovanni Celeste\| Arbitro: \| Boemo (Cervignano del Friuli) \| |
| Arbitro:                           | Boemo (Cervignano del Friuli) |       |           |                                                                        |

| Arbitro: | Amendolia (Messina) |

|             |           |                  |
| Favalli 58’ | Marcatori | 64’ (rig.) Prytz |

| Ascoli Piceno 30 marzo 1991 28ª giornata | Ascoli              | 0 – 0 | Cremonese | Stadio Cino e Lillo Del Duca\| Arbitro: \| Scaramuzza (Mestre) \| |
| Arbitro:                                 | Scaramuzza (Mestre) |       |           |                                                                   |

| Arbitro: | Monni (Sassari) |

|             |           |          |
| Dezotti 15’ | Marcatori | 22’ Zago |

| Arbitro: | Quartuccio (Torre Annunziata) |

|             |           |  |
| Dezotti 36’ | Marcatori |  |

| Arbitro: | Dal Forno (Ivrea) |

|  |           |                  |
|  | Marcatori | 37’ Giandebiaggi |

| Arbitro: | Bazzoli (Merano) |

|             |           |  |
| Dezotti 82’ | Marcatori |  |

| Reggio Emilia 12 maggio 1991 33ª giornata | Reggiana           | 0 – 0 | Cremonese | Stadio Comunale Mirabello\| Arbitro: \| Sguizzato (Verona) \| |
| Arbitro:                                  | Sguizzato (Verona) |       |           |                                                               |

| Arbitro: | F. Baldas (Trieste) |

|                                     |           |              |
| Dezotti 39’ (rig.) Giandebiaggi 50’ | Marcatori | 52’ Biagioni |

| Brescia 26 maggio 1991 35ª giornata | Brescia          | 0 – 0 | Cremonese | Stadio Mario Rigamonti\| Arbitro: \| Lanese (Messina) \| |
| Arbitro:                            | Lanese (Messina) |       |           |                                                          |

| Arbitro: | Amendolia (Messina) |

|                       |           |             |
| Zanoncelli 12’ (aut.) | Marcatori | 58’ Putelli |

| Modena 9 giugno 1991 37ª giornata | Modena          | 0 – 0 | Cremonese | Stadio Alberto Braglia\| Arbitro: \| Nicchi (Arezzo) \| |
| Arbitro:                          | Nicchi (Arezzo) |       |           |                                                         |

| Cremona 16 giugno 1991 38ª giornata | Cremonese           | 0 – 0 | Avellino | Stadio Giovanni Zini\| Arbitro: \| F. Baldas (Trieste) \| |
| Arbitro:                            | F. Baldas (Trieste) |       |          |                                                           |

### Coppa Italia

#### Primo turno
| Arbitro: | Bettin (Padova) |

|                           |           |  |
| Dezotti 60’ Ferraroni 85’ | Marcatori |  |

| Mantova 1º settembre 1990 Ritorno | Mantova         | 0 – 0 | Cremonese | Stadio Danilo Martelli\| Arbitro: \| Cesari (Genova) \| |
| Arbitro:                          | Cesari (Genova) |       |           |                                                         |

#### Secondo turno
| Arbitro: | Fucci (Salerno) |

|                                             |           |                                             |
| Esposito 38’ Pierleoni 45’ Amarildo 50’ 81’ | Marcatori | 17’ (rig.) Iacobelli 60’ Neffa 83’ Verdelli |

| Arbitro: | Coppetelli (Tivoli) |

|                                 |           |  |
| Gualco 35’ Pierleoni 81’ (aut.) | Marcatori |  |

#### Terzo Turno
| Arbitro: | Fucci (Salerno) |

|                |           |            |
| R. Mancini 71’ | Marcatori | 2’ Dezotti |

| Arbitro: | Luci (Firenze) |

|                              |           |                                              |
| Pari 32’ (aut.) Garzilli 78’ | Marcatori | 48’ (rig.), 80’ (rig.) Vialli 86’ Invernizzi |